# 정문채
정문채(1915년 12월 25일~1996년 5월 18일)는 대한민국의 정치인이다. 제5대 국회의원을 지냈다.

## 역대 선거 결과
|  | 23.29% |

|  | 45.87% |